# Gunther Granget
Gunther R. Granget (* 16. Juni 1932 in Karlsruhe; † 12. Juli 2010) war ein deutscher Bildhauer, der insbesondere durch seine Porzellanarbeiten bekannt wurde. Er galt als Verfechter des Realismus und wollte die Schönheit der Fauna einer technisierten Welt entgegensetzen. Sein bevorzugtes Material war anfangs Porzellan und in der Spätphase auch Holz.
Granget studierte Bildhauerei an der Akademie der Bildenden Künste Karlsruhe. 1967 finanzierte die Lorenz Hutschenreuther AG eine Studienreise in die USA und Kanada, die der dortigen Vogelwelt gewidmet war; beraten wurde Granget dort von dem Ornithologen John A. Ruthven. 1969 wurden die ersten zehn Vogelentwürfe präsentiert. Von 1984 bis 1996 zeichnete er verantwortlich für nahezu alle Entwürfe von Hutschenreuther, darunter auch die nach Kundenauftrag gefertigten Figuren Stute Halla, der Hirsch „Joe“ des Wildparks Fuschl und ein Eishockeyspieler für den IIHF. Granget war auch für andere Firmen tätig, darunter Goebel, Anri und ab 2000 Rosenthal. 2002 zeigte das Deutsche Porzellanmuseum eine Retrospektive seiner Arbeiten.